# Ulica Zachodnia we Wrocławiu
Ulica Zachodnia we Wrocławiu jest jedną z głównych ulic Wrocławskiego Szczepina lub zwanego inaczej Przedmieścia Mikołajskiego. Przy ulicy Zachodniej znajduje się:
- Budynek Rady Osiedla Szczepin
- Gimnazjum Nr 28 im. Kawalerów Orderu Orła Białego przekształcane w Szkołę Podstawową Nr 14
- Jedno z wejść do Kościoła pw. Chrystusa Króla przy ulicy Młodych Techników
- Bloki mieszkalne tzw. "Ery Gomułkowskiej"

Do 1945 roku ulicą Zachodnią kursowały tramwaje.
Zarówno ze źródeł pisanych, jak i wykopalisk wiadomo, że w średniowieczu Odra poniżej Kępy Mieszczańskiej płynęła przez rybacką wówczas osadę Szczepin - w latach 1890–1898 podczas prac ziemnych przy ul. Zachodniej natknięto się m.in. na pozostałości czółna i inne dowody rybackiej aktywności w tym rejonie.
Do 1910 nosiła nazwę Kurzegasse, w latach 1910-1945 Westendstrasse.